# Junge Welt-Pokal 1981
Der Junge Welt-Pokal 1981 war die 33. Auflage des höchsten Fußball-Pokalwettbewerbs der Altersklasse 16–18 auf dem Gebiet der DDR, der vom DFV durchgeführt wurde. Er begann am 26. April 1981 mit der Vorrunde und endete am 13. Juni 1981 mit dem Pokalgewinn der BSG Post Neubrandenburg, die im Finale nach Verlängerung gegen die BSG Stahl Riesa gewannen.

## Teilnehmende Mannschaften
Am Junge Welt-Pokal der Junioren für die Altersklasse (AK) 16–18 nahmen die Pokalsieger der 15 Bezirke auf dem Gebiet der DDR und der Titelverteidiger teil, wobei die Mannschaften der Juniorenliga nicht teilnahmeberechtigt waren. Spielberechtigt waren Spieler bis zum 18. Lebensjahr (Stichtag: 1. Juni 1962).
Für den Junge Welt-Pokal qualifizierten sich der Titelverteidiger und folgende fünfzehn Bezirkspokalsieger bzw. dessen Vertreter:
| - Bezirk Rostock BSG Schiffahrt/Hafen Rostock - Bezirk Schwerin SG Dynamo Schwerin - Bezirk Neubrandenburg BSG Post Neubrandenburg - Bezirk Potsdam BSG Stahl Hennigsdorf - Ost-Berlin SG Berolina Stralau | - Bezirk Frankfurt (Oder) BSG Stahl Eisenhüttenstadt - Bezirk Magdeburg BSG Lokomotive Halberstadt - Bezirk Halle BSG Chemie Zeitz - Bezirk Leipzig BSG Chemie Böhlen BSG Chemie Leipzig (TV) - Bezirk Cottbus BSG Energie Cottbus (TV) – Titelverteidiger | - Bezirk Dresden BSG Stahl Riesa - Bezirk Karl-Marx-Stadt BSG Wismut Aue - Bezirk Erfurt BSG Motor Nordhausen - Bezirk Gera BSG Wismut Gera - Bezirk Suhl BSG Motor Suhl |

## Modus
Der Pokalwettbewerb wurde wie im Vorjahr von der Vorrunde bis zum Finale im K.-o.-System durchgeführt. Die Vorrunde sowie das Viertelfinale wurden nach möglichst territorialen Gesichtspunkten ausgelost und in Hin- und Rückspielen entschieden. Ab dem Halbfinale wurde jeweils vor einem Aufstiegsspiel zur DDR-Oberliga auf neutralen Platz gespielt.

## Vorrunde
| Datum                    |                              | Gesamt    |                         | Hinspiel | Rückspiel |
| ------------------------ | ---------------------------- | --------- | ----------------------- | -------- | --------- |
| So 26. April / So 3. Mai | BSG Schiffahrt/Hafen Rostock | (A)3:3(A) | BSG Post Neubrandenburg | 3:1      | 0:2       |
| So 26. April / So 3. Mai | SG Dynamo Schwerin           | 6:2       | BSG Stahl Hennigsdorf   | 6:0      | 0:2       |
| So 26. April / So 3. Mai | BSG Stahl Eisenhüttenstadt   | 2:3       | BSG Energie Cottbus     | 1:1      | 1:2       |
| So 26. April / So 3. Mai | BSG Stahl Riesa              | 7:4       | BSG Wismut Aue          | 5:1      | 2:3       |
| So 26. April / So 3. Mai | SG Berolina Stralau          | 11:20     | BSG Chemie Böhlen       | 3:0      | 8:2       |
| So 26. April / So 3. Mai | BSG Lokomotive Halberstadt   | 4:7       | BSG Chemie Zeitz        | 2:2      | 2:5       |
| So 26. April / So 3. Mai | BSG Wismut Gera              | 2:4       | BSG Chemie Leipzig      | 1:3      | 1:1       |
| So 26. April / So 3. Mai | BSG Motor Nordhausen         | 2:1       | BSG Motor Suhl          | 1:0      | 1:1       |

## Viertelfinale
| Datum                   |                     | Gesamt    |                         | Hinspiel | Rückspiel |
| ----------------------- | ------------------- | --------- | ----------------------- | -------- | --------- |
| So 17. Mai / So 24. Mai | SG Dynamo Schwerin  | 0:5       | BSG Post Neubrandenburg | 0:1      | 0:4       |
| So 17. Mai / So 24. Mai | BSG Energie Cottbus | (A)4:4(A) | SG Berolina Stralau     | 4:1      | 0:3       |
| So 17. Mai / So 24. Mai | BSG Chemie Leipzig  | 5:1       | BSG Motor Nordhausen    | 2:0      | 3:1       |
| So 17. Mai / So 24. Mai | BSG Stahl Riesa     | 7:2       | BSG Chemie Zeitz        | 5:1      | 2:1       |

## Halbfinale
Die Partien fanden vor den Aufstiegsspielen zur DDR-Oberliga BSG Energie Cottbus – 1. FC Union Berlin im Cottbuser Stadion der Freundschaft und 1. FC Union Berlin – BSG Schiffahrt/Hafen Rostock im Ost-Berliner Stadion An der Alten Försterei statt.
| Datum                  |                     | Ergebnis |                         | Spielort   |
| ---------------------- | ------------------- | -------- | ----------------------- | ---------- |
| Sa 30. Mai, 14:00 Uhr  | SG Berolina Stralau | 0:6      | BSG Stahl Riesa         | Cottbus    |
| So .7. Juni, 12:45 Uhr | BSG Chemie Leipzig  | 0:2      | BSG Post Neubrandenburg | Ost-Berlin |

## Finale
Das Finale fand als Vorspiel der Aufstiegspartie zur DDR-Oberliga BSG Chemie Buna Schkopau – 1. FC Union Berlin statt.
| Paarung                 | BSG Stahl Riesa – BSG Post Neubrandenburg |
| Ergebnis                | 1:2 n. V. (1:1, 1:0) |
| Datum                   | Samstag, 13. Juni 1981 um 12:45 Uhr |
| Stadion                 | Buna-Sportplatz, Merseburg |
| Zuschauer               | 8.000 am Ende der Partie |
| Schiedsrichter          | Gerhard Demme (Schloßvippach) |
| Tore                    | 1:0 Matthes (29.) 1:1 Schmidt (87.) 1:2 Haese (114.) |
| BSG Stahl Riesa         | Höfer – Jörg Wilkanowski – Michael Geißler, Koschwitz (91. Fritzsche), Gottsmann – Frank Kerper, Jörg Kretzschmar (15. Tino Kuwan), Eugen Michel – Wachtel, Maeßlang, Ingolf Matthes Cheftrainer: Gert Schumann     |
| BSG Post Neubrandenburg | Klaus-Dieter Boswank – Dirk Barsikow – Bodo Meincke, Stieg (55. Lutz Bruhn), Bergmann – Oliver Reschke, Henrik Sommer, Uwe Martins – Schmidt, Uwe Szangolies, Jens Maaß (70. Haese) Cheftrainer: Klaus-Peter Krabbe |